# Мансфілд Тауншип (округ Воррен, Нью-Джерсі)
Мансфілд Тауншип (англ. Mansfield Township) — селище (англ. township) в США, в окрузі Воррен штату Нью-Джерсі. Населення — 7781 особа (2020).

## Демографія
Згідно з переписом 2010 року, у селищі мешкало 7725 осіб у 2972 домогосподарствах у складі 2001 родини. Було 3316 помешкань
Расовий склад населення:
| - 86,7 % — білих - 4,9 % — чорних або афроамериканців - 3,2 % — азіатів - 0,2 % — корінних американців - 3,1 % — осіб інших рас |

До двох чи більше рас належало 1,9 %. Частка іспаномовних становила 10,9 % від усіх жителів.
За віковим діапазоном населення розподілялося таким чином: 22,9 % — особи молодші 18 років, 64,3 % — особи у віці 18—64 років, 12,8 % — особи у віці 65 років та старші. Медіана віку мешканця становила 40,7 року. На 100 осіб жіночої статі у селищі припадало 94,6 чоловіків;  на 100 жінок у віці від 18 років та старших — 93,4 чоловіків також старших 18 років.
Середній дохід на одне домашнє господарство  становив 84 139 доларів США (медіана — 59 850), а середній дохід на одну сім'ю — 101 366 доларів (медіана — 77 205). Медіана доходів становила 49 583 долари для чоловіків та 45 813 долари для жінок. За межею бідності перебувало 6,6 % осіб, у тому числі 5,0 % дітей у віці до 18 років та 0,4 % осіб у віці 65 років та старших.
Цивільне працевлаштоване населення становило 3916 осіб. Основні галузі зайнятості: освіта, охорона здоров'я та соціальна допомога — 25,3 %, науковці, спеціалісти, менеджери — 13,8 %, роздрібна торгівля — 13,3 %.